# أندرياس لامبيرتز
اندرياس لامبيرتز (بالألمانية: Andreas Lambertz)‏ (15 أكتوبر 1984 بدورماغن في ألمانيا - ) هو لاعب كرة قدم ألماني في مركز الوسط. لعب مع دينامو دريسدن وفورتونا دوسلدورف.

## وصلات خارجية
- اندرياس لامبيرتز على موقع قاعدة بيانات كرة القدم.إي يو (الإنجليزية)
- اندرياس لامبيرتز على موقع بيانات كرة القدم. دي إي (الألمانية)
- اندرياس لامبيرتز على موقع عالم كرة القدم.نت (الإنجليزية)
- اندرياس لامبيرتز على موقع AS.com (الإسبانية)